# BeeHappy
BeeHappy è l'ottavo album in studio da solista della cantante tedesca Nina Hagen, pubblicato nel 1996.
Si tratta della versione in lingua inglese del precedente album freuD euch.

## Tracce
1. Runaway (Abgehaun)
2. Giant Step (Riesenschritt)
3. Born to Die in Berlin
4. Sunday Morning (Sonntagmorgen)
5. Shiva
6. Barbed Wire
7. Ska Thing
8. The Art
9. Zero Zero U.F.O. (English version)
10. Freedom Fighter (Freiheitslied)
11. I Am Nina (Junkie)
12. Star Girl (Sternmädchen)
13. Leave Me Alone (Lass mich in Ruhe)
14. Tiere